# Wilton (Connecticut)
Wilton è un comune di 18 062 abitanti degli Stati Uniti d'America, situato nella Contea di Fairfield nello Stato del Connecticut.

## Storia
L'area in cui sorge Wilton fu acquistata nel 1640 da Roger Ludlow, che la ribattezzò Norwalk. Sul finire del XVII secolo i proprietari di queste terre iniziarono a vendere piccoli appezzamenti per la colonizzazione e in questo periodo si sviluppò il primo insediamento nell'attuale area di Wilton, che dipendeva comunque dalla vicina città di Norwalk.
Nel 1725 sono state registrate almeno 40 famiglie a Wilton, e l'anno successivo, con il benestare di Norwalk, i cittadini richiesero e ottennero alla Corte generale di Hartford l'istituzione della parrocchia civile di Wilton.

## Società

### Evoluzione demografica
Abitanti censiti